# Паяла (коммуна)
Паяла (швед. Pajala kommun) — коммуна на севере Швеции, в лене Норрботтен. Площадь — 8125 км², население — 6318 чел. Центр коммуны также носит название Паяла. Коммуна всегда служила местом торговли между шведами, финнами и саамами, традиционный ежегодный рынок берёт свои истоки с XVIII века. В Паяле расположен дом-музей выдающегося шведского проповедника и ботаника — Ларса Леви Лестадиуса.

## География
Площадь коммуны составляет 8124,98 км². Граничит с Финляндией (на востоке), а также со шведскими коммунами Эвертурнео и Эверкаликс (на юге), Елливаре (на юго-западе) и Кируна (на северо-западе).

## Население
| Год       | 1970   | 1975 | 1980 | 1985 | 1990 | 1995 | 2000 | 2005 | 2010 |
| Население | 10 752 | 9421 | 8763 | 8685 | 8424 | 8119 | 7480 | 6798 | 6282 |

## Населённые пункты
На территории коммуны имеется 4 населённых пункта с снаселением более 200 человек:
| Nr | Населённый пункт | Население |
| -- | ---------------- | --------- |
| 1  | Паяла            | 1985      |
| 2  | Корпиломболо     | 548       |
| 3  | Юносуандо        | 345       |
| 4  | Кангос           | 278       |

## Города-побратимы
у коммуны 3 города-побратима:
- Молсэльв, Норвегия
- Колари, Финляндия
- Оленегорск, Россия